# Cabeza de Perro
Ángel García, apelidado Cabeza de Perro (Igueste de San Andrés, Santa Cruz de Tenerife, Ilhas Canárias, 1800 - Santa Cruz de Tenerife, ¿?, Tenerife, Ilhas Canárias), era um pirata espanhol. Suas características físicas justificam seu apelido.

## Biografia
Ángel García nasceu em Igueste de San Andrés, em 1800, em uma pequena casa branca pelo mar. Possivelmente desde a sua juventude estava envolvido em pirataria.
Realiza suas atividades operacionais no Caribe e na costa africana. No bairro de San Lázaro, em La Habana (Cuba), ele possuía uma grande mansão que estava cheio de espelhos e lâmpadas com incrustações de ouro, todos os frutos de saque e pilhagem. O episódio mais famoso foi o ataque pirata que realizou a partir de uma rota realizando brigue entre La Habana e Nova York. Na briga Cabeza de Perro esfaqueado a tripulação e os passageiros, exceto uma mulher e seu filho estavam escondidos. No entanto, quando ambos foram descobertos foram lançados ao mar. Felizmente, um navio italiano é recolhido antes de se afogar.
Nos dias seguintes, o cão do pirata Cabeza de Perro não conseguia parar de pensar daquela cena terrível e arrependido decidiu deixar a sua atividade pirata e retornar à sua terra natal para assumir agricultura. Todo o caminho desde o Caribe até as Ilhas Canárias o pirata não deixou sua cabine, até à chegada da costa de Tenerife foi rápido para ver o Teide e sua aldeia natal.
Ao voltar para as Ilhas Canárias, que foi preso no Castelo de Paso Alto de Santa Cruz de Tenerife, onde foi executado. Diz-se que pouco antes da execução ordenada um charuto, um lenço vermelho foi colocado sobre a cabeça e olhou para o público com um sorriso irônico. Posteriormente, ele foi baleado que o matou.
Da mesma forma acontece com o famoso corsário (também um nativo de Tenerife) Amaro Pargo, há uma crença popular de que o cão do pirata Cabeza de Perro também tinha um tesouro escondido, neste caso, escondido em uma caverna em uma praia perto Igueste de San Andrés.
Atualmente acredita-se que este pirata é apenas um personagem baseado em Amaro Pargo, já que não há referências reais ou suas actividades ou a sua equipa em Tenerife. Sim, havia um criminoso nos anos 20 do século passado levou esse apelido.